# Freeburg (Misuri)
Freeburg es una villa ubicada en el condado de Osage en el estado estadounidense de Misuri. En el Censo de 2010 tenía una población de 437 habitantes y una densidad poblacional de 202,31 personas por km².

## Geografía
Freeburg se encuentra ubicada en las coordenadas 38°18′58″N 91°55′20″O / 38.31611, -91.92222. Según la Oficina del Censo de los Estados Unidos, Freeburg tiene una superficie total de 2.16 km², de la cual 2.16 km² corresponden a tierra firme y (0%) 0 km² es agua.

## Demografía
Según el censo de 2010, había 437 personas residiendo en Freeburg. La densidad de población era de 202,31 hab./km². De los 437 habitantes, Freeburg estaba compuesto por el 98.86% blancos, el 0% eran afroamericanos, el 0% eran amerindios, el 0.23% eran asiáticos, el 0.46% eran isleños del Pacífico, el 0% eran de otras razas y el 0.46% pertenecían a dos o más razas. Del total de la población el 0.69% eran hispanos o latinos de cualquier raza.